# Extension sud de la ville de Bruxelles
L'extension sud de la ville de Bruxelles est une zone étroite de la Région de Bruxelles-Capitale qui appartient à la commune belge de Bruxelles, située au sud du Pentagone.

## Situation
L'extension sud de Bruxelles commence à la place Louise sur la petite ceinture, au sud-est du Palais de justice de Bruxelles, et suit l'avenue Louise au sud, se poursuit dans le bois de la Cambre et se termine à la lisière sud de cette forêt sur la chaussée de la Hulpe. La zone est la plus étroite au niveau du goulot de l'avenue Louise : la partie entre la place Louise et la place Stéphanie. À cet endroit, la zone n'est pas plus large que l'avenue. À la chaussée de la Hulpe, la zone est la plus large avec plus d'un kilomètre et demi. L'extension sud mesure environ cinq kilomètres entre la place Louise et la chaussée de la Hulpe. La zone comprend également le jardin du roi et la plupart du domaine de l'abbaye de la Cambre.
L'extension sud divise la commune d'Ixelles en deux parties. De plus, un bloc de constructions au sud-est de la place Louise est séparé du reste de la commune de Saint-Gilles dont il fait partie. Par ailleurs, l'extension sud borde la commune d'Uccle au sud-ouest et la commune de Watermael-Boitsfort au sud-est.

## Histoire
En 1802, la zone du Solbosch, faisait partie de la forêt de Soignes, est déboisée et transformée en terres agricoles.
En 1839, les développeurs du projet ont obtenu la permission de construire un nouveau quartier au sud du Pentagone de Bruxelles. Ce quartier est situé sur le territoire des communes de Saint-Gilles et Ixelles.
En 1840, la partie du goulot de l'avenue Louise est aménagée.
Vers 1840, ce qui reste de la forêt est de plus en plus bois de la Cambre car elle bordait la propriété de l'abbaye voisine de la Cambre. Cependant, ce bois était rarement visitée en raison d'une mauvaise accessibilité. Le bois de la Cambre appartient au gouvernement belge depuis 1843.
En 1844, des développeurs de projet ont proposé de construire une large avenue afin de relier le nouveau quartier avec le bois de la Cambre. Ce plan a été approuvé par le gouvernement et a été identifié comme servant l’intérêt public. La concession a été accordée en 1851, mais des retards importants entraine que celle-ci doit être accordée à nouveau en 1856,,.
En 1857, la ville de Bruxelles obtient l'autorisation de lancer un concours pour l'avenue Louise. Par arrêté royal du 11 janvier 1859, une version révisée du plan original de l'avenue Louise par Maximilien Carez a été approuvée. Il a été décidé de donner également le nom Louise à cette avenue en l'honneur de la princesse Louise. La construction a été financée par la ville de Bruxelles.
En 1860, les travaux de construction de l'avenue Louise commencent, Le site devant être nivelé et pour combler la différence de hauteur de 23,6 mètres entre le goulot d'étranglement et le bois de la Cambre, une pente douce est alors construite.
À partir de 1861, la construction de maisons commence le long de l'avenue Louise, alors large de 35 mètres, et les jardins de devant de ces maisons étaient initialement de dix mètres de long. Par l'arrêté royal du 12 juillet 1864, les jardins avant prévus ont été ajoutés à la rue pour que l'avenue Louise ait une largeur de 55 mètres et non plus de 35 mètres.
Le 22 février 1862, la mairie de Bruxelles décida d'opter pour le plan d'Édouard Keilig pour la construction d'un parc de style paysage anglais dans le bois de la Cambre,.
Par l'arrêté royal du 21 avril 1864, l'avenue Louise et le bois de la Cambre sont ajoutés à la ville de Bruxelles,. La ville est ainsi devenue responsable de la construction et de l'entretien de la forêt. Les sites adjacents sont également annexés par la ville de Bruxelles sur une distance de 40 à 100 mètres, suivant les contours des champs, des routes de campagne et des domaines. Les rues des communes voisines, qui suivaient souvent les anciennes routes de campagne, ont été prolongées jusqu'à l'avenue Louise pour assurer une connexion avec elles.
La construction du bois de la Cambre a été achevée en 1866 et celui-ci ouvre au public. Autour de la forêt, les établissements de restauration des avenues Louise, Victoria, de la clairière, du Vivier d'Oie et du Congo ont bénéficié de nombreux visiteurs.
En 1906, la Compagnie de l'Exposition de Bruxelles SA a été fondée pour organiser l'exposition universelle de 1910. Le Solbosch a été choisi comme emplacement pour celle-ci. L'exposition universelle a été le moteur du développement urbain. Ixelles a cédé un terrain de 62,6 hectares entre le bois de la Cambre et les avenues Adolphe Buyl, du Pesage, du Derby et avenue de la Forêt à la ville de Bruxelles. Ixelles construit aussi l'avenue Émile Duray. La ville de Bruxelles a construit plusieurs rues, dont l'avenue Émile De Mot et l'avenue Lloyd George, et s'est engagée à construire un quartier résidentiel dans la zone avec l'avenue des Nations (plus tard appelée avenue Franklin Roosevelt) comme route principale à travers le quartier. Les trois routes construites ont servi de voies d'accès à l'exposition universelle. Avec la construction de l'avenue des Nations, la dernière partie la ceinture a été achevée via Ixelles, Watermael-Boitsfort et Auderghem. Fin 1910, l'exposition universelle est fermée et la construction du nouveau quartier commence.
Dans les années 1910, l'avenue Louise a été agrandie avec un cul-de-sac privé luxueux, situé directement sur l'avenue Louise, à peu près en ligne droite avec l'avenue Lloyd George, juste en face du bois de la Cambre. Cette rue reçu un double nom, officiellement elle s'appelle Avenue Louise, mais elle est également connue sous le nom de square du bois.
En 1921, la ville de Bruxelles propose le site du Solbosch à l'université libre de Bruxelles, celle ci accepte et s'y installe, créant le Campus Solbosch,.
En 1976, il a été décidé de protéger le bois de la Cambre par décret royal.